# Tony Cicoria
Anthony Cicoria, MD (sinh năm 1952) là một bác sĩ chuyên ngành về phẫu thuật chỉnh hình, dụng cụ chỉnh hình, bộ phận giả và y học thể thao. Ông nổi tiếng nhất với một mối quan hệ không bình thường với âm nhạc sau khi bị sét đánh. Ông được nhà thần kinh học Oliver Sacks viết tiểu sử trong cuốn sách Musicophilia: Tales of Music and the Brain (2007).

## Thông tin cá nhân
Cicoria là một bác sĩ phẫu thuật chỉnh hình đang thực tập; ông cũng là trưởng Bộ phận y tế kiêm trưởng Khoa chỉnh hình tại Bệnh viện Chenango Memorial, Norwich, New York. Ông đồng thời là giáo sư trợ lý lâm sàng của khoa chỉnh hình tại Đại học bang của đại học y tế New York Upstate ở Syracuse. Ông nhận bằng cử nhân về sinh học từ The Citadel và tốt nghiệp Đại học y tế Nam Carolina (MD, PhD) và Đại học Virginia về khoa phẫu thuật chỉnh hình.
Năm 2004 Cicoria li dị, trong cùng năm đó ông còn có một tai nạn xe máy nghiêm trọng. Ông phải mất hai tháng để bình phục hoàn toàn và trở lại làm việc. Hiện tại ông sống tại Oneonta, New York và có ba đứa con vào đại học.

## Bị sét đánh
Năm 1994, năm Tony Cicoria 42 tuổi, ông bị sét đánh gần Albany, New York khi đang đứng kế bên bồn điện thoại công cộng. Ông vừa gác điện thoại và bước một chân ra ngoài thì tia sét bất chợt đánh xuống. Ông nhớ lại khi nhìn thấy cơ thể mình nằm trên mặt đất bị bao quanh bởi luồng ánh sáng trắng-xanh. Tim của Cicoria đã dường như ngừng đập nhưng ông được một người phụ nữ cứu sống (tình cờ cũng là một y tá thuộc đơn vị hồi sức cấp cứu), người đang đợi sử dụng điện thoại.

## Sau tai nạn
Cicoria bị bỏng trên mặt và chân trái, nơi các điện tích xâm nhập và thoát ra khỏi cơ thể ông. Vài tuần sau vụ tai nạn Cicoria đã tham khảo ý kiến một bác sĩ chuyên khoa thần kinh bởi ông gặp vấn đề với trí nhớ của mình và cảm thấy chậm chạp đi. Một buổi khám thần kinh đã diễn ra, trong đó có cả EEG và MGI nhưng không tìm thấy dấu hiệu bất thường. Hai tuần sau, những vấn đề bộ nhớ của ông cũng biến mất. Dường như ông đã trở lại cuộc sống bình thường.
Trong khoảng thời gian 2 hoặc 3 ngày sau đó, Cicoria trở nên bị ấn tượng với một khao khát tột độ được nghe nhạc piano. Ông mua một chiếc piano và bắt đầu tự học cách chơi: Đầu ông tràn ngập giai điệu mà dường như đến từ nơi vô định. Mặc dù trước vụ tai nạn, ông chẳng hề quan tâm đặc biệt hay thậm chí hiểu biết gì về âm nhạc, nhưng chỉ trong ba tháng sau khi bị sét đánh, Cicoria gần như dành toàn bộ thời gian để chơi và sáng tác nhạc.

## Sự nghiệp âm nhạc
Năm 2007, dưới sự chỉ đạo của Polly van der Linde, Tony đã biểu diễn độc tấu tại Sonata Adult Piano Camp, Bennington, Vermont. Tại đây ông chơi các bản Military Polonaise, Op. 40 (năm 2002) và Fantaisie-Impromptu của Chopin (2003), Rhapsodies của Brahms(2005), Scherzo No. 2 của Chopin (2006) và phiên bản đầu tiên do chính ông sáng tác, Lightning Sonata. Ông đồng thời cũng viết một cuốn sách nói chi tiết về nguồn gốc trải nghiệm âm nhạc của ông.